# جيرمين وليامز (لاعب كرة قدم أمريكية)
جيرمين وليامز (بالإنجليزية: Jermaine Williams)‏ هو لاعب كرة قدم أمريكية أمريكي، ولد في 4 أغسطس 1973 في غرينفيل في الولايات المتحدة.

## وصلات خارجية
- جيرمين وليامز على موقع مرجع كرة القدم المحترفة.كوم (الإنجليزية)